# Nowa Zelandia na Letnich Igrzyskach Olimpijskich 1960
Nową Zelandię na Letnich Igrzyskach Olimpijskich 1960 reprezentowało 37 zawodników (33 mężczyzn i 4 kobiety). Był to jedenasty start reprezentacji Nowej Zelandii na letnich igrzyskach olimpijskich.

## Zdobyte medale
| Medal         | Zawodnik       | Konkurencja    | Rezultat      |
| Lekkoatletyka | Lekkoatletyka  | Lekkoatletyka  | Lekkoatletyka |
| ------------- | -------------- | -------------- | ------------- |
| Złoto         | Murray Halberg | bieg na 5000 m | 13:43,76      |
| Złoto         | Peter Snell    | bieg na 1500 m | 1:46,48       |
| Brąz          | Barry Magee    | maraton        | 2h 17:18,2    |